# 怀利敏
怀利敏（1969年10月—），女，蒙古族，中华人民共和国政治人物。现任中国人民解放军海军研究院研究员。第十三、十四届全国政协委员。